# مارتا فاینز
مارتا فاینز (انگلیسی: Martha Fiennes؛ ‏ ‎/ˈfaɪnz/‎؛ ‏ زادهٔ ۵ فوریهٔ ۱۹۶۴) کارگردان، نویسنده و تهیه‌کننده فیلم اهل بریتانیا است.
از فیلم‌ها یا مجموعه‌های تلویزیونی که وی در آن‌ها نقش داشته است، می‌توان به آنگین و رنگ‌هراسی اشاره نمود.